# Galileo-Folge
Im mathematischen Teilgebiet der Zahlentheorie versteht man unter einer Galileo-Folge (englisch Galileo sequence) eine Zahlenfolge natürlicher Zahlen, bei der für jede Partialsumme die darauf folgende doppelt so lange Partialsumme zu ersterer in einem festen natürlichzahligen Verhältnis steht. Die Bezeichnung verweist auf Galileo Galilei (1564–1642), der auf diese Art von Zahlenfolgen durch die Folge der ungeraden natürlichen Zahlen aufmerksam wurde.

## Formale Beschreibung
Sie lässt sich wie folgt angeben:
Gegeben sei eine Zahlenfolge {\displaystyle \,\left(a_{i}\right)_{i=1,2,3,\ldots }\in {\mathbb {N} }^{\mathbb {N} }\,} und die zugehörige  Zahlenfolge {\displaystyle \left(S_{n}\right)_{n\in \mathbb {N} }} der Partialsummen mit
{\displaystyle S_{n}=a_{1}+a_{2}+\dotsb +a_{n}=\sum _{i=1}^{n}{a_{i}}\,\,(n\in \mathbb {N} )\,} .
Existiert dafür eine Zahl {\displaystyle k\in \mathbb {N} } derart, dass für jeden Index {\displaystyle \,n\in \mathbb {N} \,} stets 
{\displaystyle \,{\frac {S_{2n}}{S_{n}}}=k+1\,}
gilt, so nennt man diese gegebene Zahlenfolge eine Galileo-Folge.

## Historischer Hintergrund
Im Zusammenhang mit seinen Untersuchungen zum freien Fall von Körpern erkannte Galileo Galilei, dass stets
{\displaystyle {\frac {1}{3}}={\frac {1+3}{5+7}}={\frac {1+3+5}{7+9+11}}=\dotsb }
gilt. Das bedeutet nichts weiter, als dass die Folge {\displaystyle \,\left(a_{i}\right)_{i=1,2,3,\ldots }=\left(2i-1\right)_{i=1,2,3,\ldots }\,} der ungeraden natürlichen Zahlen hinsichtlich ihrer Partialsummenfolge {\displaystyle \,\left(S_{m}\right)_{m=1,2,3,\ldots }=\left(m^{2}\right)_{m=1,2,3,\ldots }\,}  für {\displaystyle \,n\in \mathbb {N} \,} die folgende Gesetzmäßigkeit aufweist:
{\displaystyle S_{2n}-S_{n}=4\cdot n^{2}-n^{2}=3\cdot n^{2}\,\,},
also
{\displaystyle S_{2n}-S_{n}=k\cdot S_{n}\,\,} mit {\displaystyle \,k=a_{2}=3\,}.
Dividiert man diese Gleichung durch {\displaystyle S_{n}}, so erkennt man die Gleichwertigkeit zur obigen formalen Beschreibung.

## Rekursion
Eine streng monoton wachsende Galileo-Folge erhält man zu einer gegebenen Zahl {\displaystyle k\in \mathbb {N} \,,\,k\geq 3\,,\,} vermöge Rekursion wie folgt:
Startwerte:
{\displaystyle a_{1}=1}
{\displaystyle a_{2}=k}
und dann rekursiv:
{\displaystyle a_{2n-1}={\left\lfloor {\frac {(k+1)\cdot a_{n}-1}{2}}\right\rfloor }}   für   {\displaystyle n\geq 2}
{\displaystyle a_{2n}={\left\lfloor {\frac {(k+1)\cdot a_{n}}{2}}\right\rfloor }+1}   für   {\displaystyle n\geq 2}

## Beispiele
- Für  {\displaystyle \,k=a_{2}=3\,} erhält man hier die (schon erwähnte) Folge {\displaystyle \left(1,3,5,7,9,11,13,15\dotsb \right)} der ungeraden natürlichen Zahlen.[2]
- Für  {\displaystyle \,k=a_{2}=4\,} erhält man hier die Folge {\displaystyle \left(1,4,9,11,22,23,27,28,54,56,\dotsb \right)}.[2][A 3]
- Für  {\displaystyle \,k=a_{2}=5\,} erhält man hier die Folge {\displaystyle \left(1,5,14,16,41,43,47,49,\dotsb \right)}.[3]